# Miliolechinidae
Miliolechinidae es una familia de foraminíferos bentónicos de la superfamilia Milioloidea, del suborden Miliolina y del orden Miliolida. Su rango cronoestratigráfico abarca el Noriense (Triásico superior).

## Clasificación
Miliolechinidae incluye al siguiente género:
- Miliolechina †